# Жибинов, Виктор Петрович
Виктор Петрович Жибинов (22 ноября 1937, село Курагино, Красноярский край — 25 апреля 1984, Иркутск) — советский артист оперетты, народный артист РСФСР.

## Биография
Виктор Петрович Жибинов родился 22 ноября 1937 году в селе Курагино Красноярского края. Начинал как участник художественной самодеятельности.
С 1959 года был артистом балета Красноярского театра музыкальной комедии.
В 1961—1984 годах выступал как солист Иркутского театра музыкальной комедии, в котором сыграл свыше 150 ролей. Ему были присущи необыкновенная музыкальность, природная грация, пластичность, талант драматического актёра, драматургический дар.
Был постановщиком танцев ряда спектаклей в театре музыкальной комедии и ТЮЗе. Автор либретто оперетты «Учитель танцев» Бурдонова, детских оперетт «Тайна золотого багульника» и «Аленький цветочек» Кулешова, шедших на сцене театра, постановщик спектаклей «Друзья в переплете», «Девица-единица».
Трагически погиб, покончив с собой, 25 апреля 1984 года в Иркутске.

## Награды и премии
- Заслуженный артист РСФСР (1970).
- Народный артист РСФСР (1980)[2].

## Партии в опереттах
- «Сильва» И. Кальмана — Бони
- «Баядера» И. Кальмана — Наполеон
- «Марица» И. Кальмана — Коломан, Зупан
- «Принцесса цирка» И. Кальмана — Тони
- «Летучая мышь» И. Штрауса — Фальк
- «Весёлая вдова» Ф. Легара — Негош
- «Голубой гусар» Л. Рахманова — граф Нурин
- «Сорочинская ярмарка» А. Рябова — Афанасий Иванович, дьяк
- «Свадьба в Малиновке» Б. Александрова — Яшка-артиллерист, дед Ничипор
- «Четверо с улицы Жанны» О. Сандлера — Андрей
- «Цирк зажигает огни» Ю. Милютина — граф Лососиноостровский
- «Учитель танцев» Бурдонова — Альдемаро
- «Товарищ Любовь» В. Ильина — Швандя
- «Бабий бунт» Е. Птичкина — дед Захар
- «Сладка ягода» Е. Птичкина — Ерофей Колоколышков